# イージー・トゥ・ラブ (1953年の映画)
『イージー・トゥ・ラブ』(Easy to Love) は、1953年のアメリカ合衆国のテクニカラーのミュージカル映画。
チャールズ・ウォルタースが監督し、バスビー・バークレーが振付を行なった。エスター・ウィリアムズ、ヴァン・ジョンソン、トニー・マーティンが主演した。ウィリアムズにとってアメリカでの最後の水中レヴュー映画となった。

## ストーリー
レイ・ロイド(ヴァン・ジョンソン)はサイプレス・ガーデンズのウォーター・ショーの運営で成功していたが、ショーのスターであるジュリー・ハラートン(エスター・ウィリアムズ)は低賃金で過重労働させられている。ジュリーはショーのパートナーであるハンク(ジョン・ブロムフィールド)と結婚すると嘘をつくが、レイに説得され共にニューヨークに行くことになる。
ジュリーは雑誌の口紅の広告のモデルを務め、相手役となったハンサムな歌手バリー・ゴードン(トニー・マーティン)とキスをする。バリーはニューヨークのウォーター・ショーのプロモーターにジュリーを紹介する。ジュリーはレイのショーよりも高待遇を提示される。
フロリダに戻ると、嫉妬したハンクはレイにジュリーの本当の気持ちがわからないと愚痴を言う。ジュリーのルームメイトのナンシー(エドナ・スキナー)は水上スキーで誤ってジュリーを殴ってしまい気絶させる。レイ、バリー、ハンクは心配して駆け寄り、ジュリーはバリーの手をとる。
レイはジュリーを、ジュリーはレイを愛していることに気付く。バリーはすぐに他の水着美女に乗り換え、ナンシーはハンクへの愛を明かす。

## キャスト
- ジュリー・ハラートン：エスター・ウィリアムズ
- レイ・ロイド：ヴァン・ジョンソン
- バリー・ゴードン：トニー・マーティン
- ハンク：ジョン・ブロムフィールド
- ナンシー・パーメル：エドナ・スキナー
- クラリス：キャロル・ベイカー
- メルヴィン(ピアニスト)：ハル・ボーン
- ハフナゲル氏：エモリー・パーネル

特記:
- キャロル・ベイカーにとって映画デビュー作となった。
- ハル・ボーン(Hal Bourne)はハル・バーンズ(Hal Berns)と記載された。

## 制作
1952年10月、MGMは制作発表を行なった。1953年2月12日からサイプレス・ガーデンズで一部撮影を開始した。
キャロル・ベイカーは本作の端役で映画デビューし、バリーに興味がありジュリーに嫉妬する離婚歴のある女性役を演じた。
トニー・マーティンの妻シド・チャリシーが撮影に訪問し、本作の最後にカメオ出演した。

## 評価
MGMの記録によると、アメリカとカナダで$2,349,000、それ以外で$1,440,000の興行収入があり、$385,000の利益があった。